# شعلان
قرية شعلان هي إحدى القرى التابعة لمركز يوسف الصديق في محافظة الفيوم في جمهورية مصر العربية. حسب إحصاءات سنة 2006، بلغ إجمالي السكان في شعلان 9643 نسمة، منهم 5000 رجل و4643 امرأة.